# Kellermann CKO

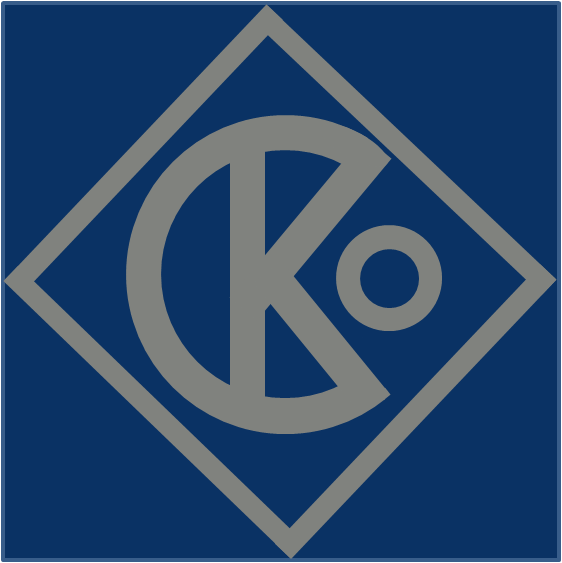
Logo von Kellermann CKO

Kellermann CKO war ein deutscher Hersteller von Blechspielzeug. Das Unternehmen wurde 1920 von Georg Kellermann gegründet und von seinen Nachkommen Wilhelm und dessen Sohn Helmut bis zur Einstellung der Produktion 1979 weitergeführt.

## Geschichte

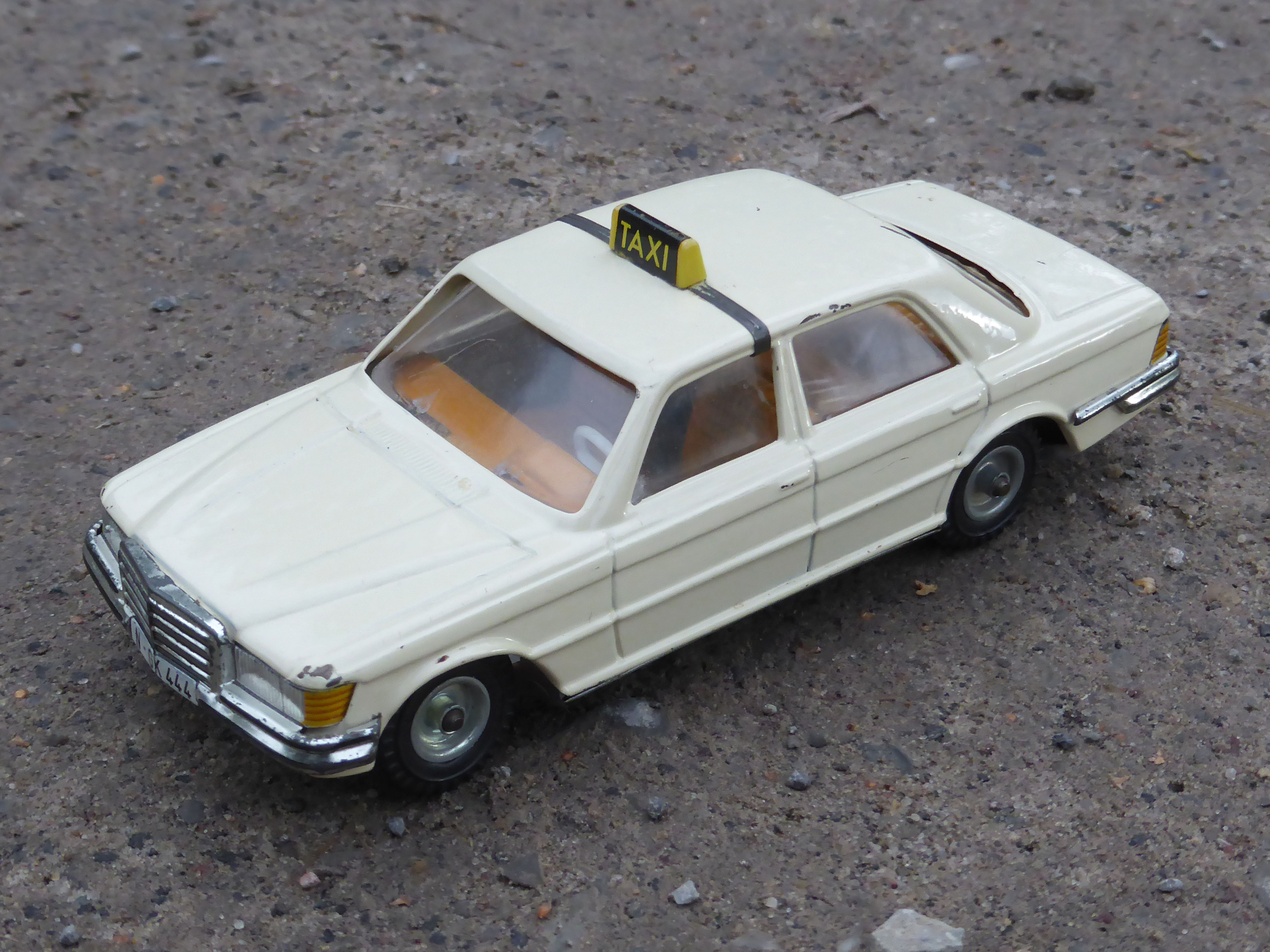
Mercedes-Benz S-Klasse Taxi

Der Gründer von Kellermann CKO, Georg Kellermann (1881–1931), verbrachte seine Lehr- und Gesellenjahre in Nürnberg bei dem Hersteller von Blechspielzeug Karl Bub, wo er nach seiner Gesellenprüfung als Werkmeister Anstellung fand. Hier bildete er unter anderem Johann Einfalt aus, der später zusammen mit seinem Bruder die Firma „Gebrüder Einfalt Nürnberg (GEN) – Technofix“ gründete. Kellermann wechselte bald darauf als Werkmeister in das aufstrebende Unternehmen Johann Distlers, die „Distler KG“, wo er zum Fertigungsleiter aufstieg.

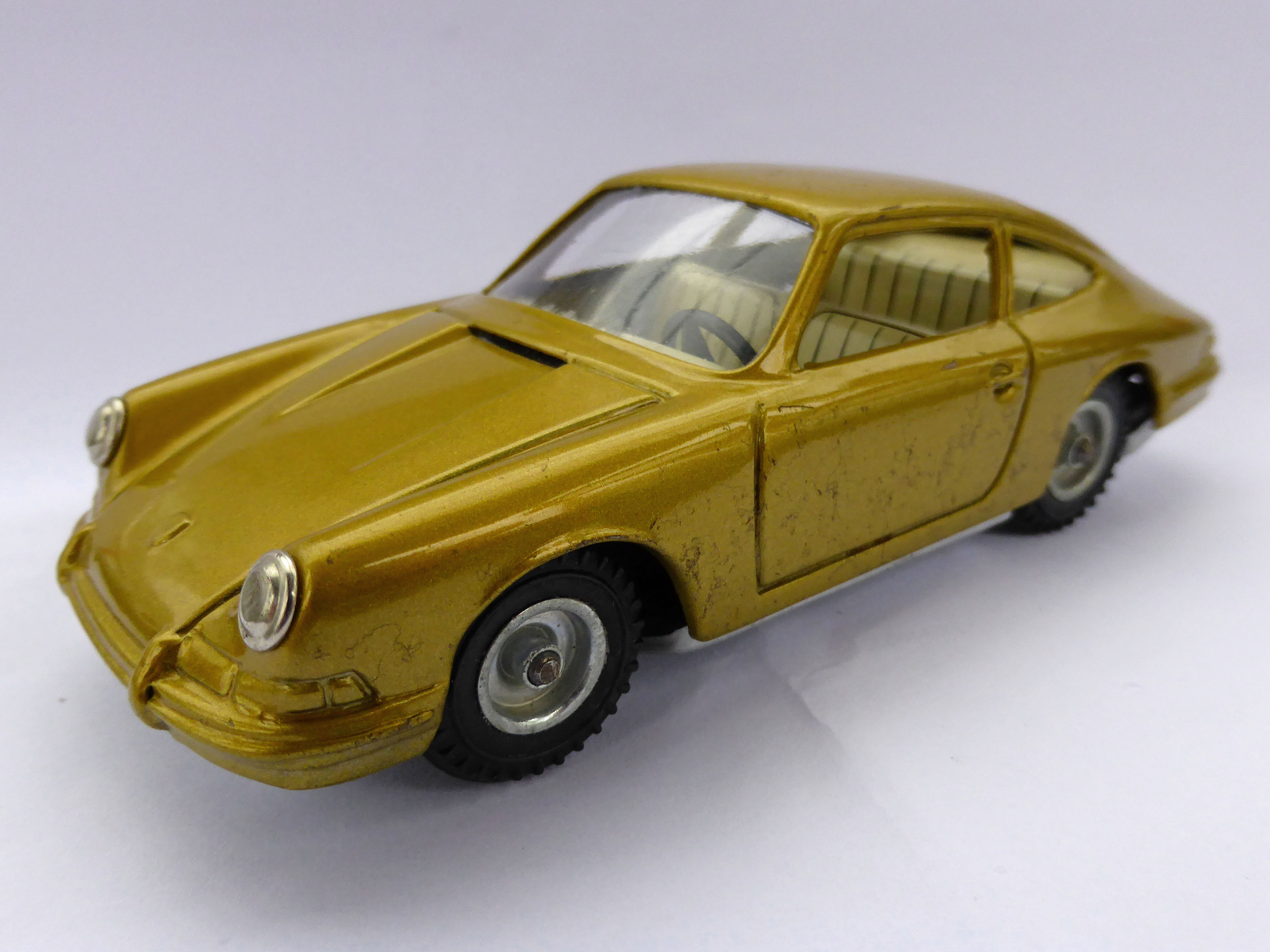
Porsche 911 von Kellermann CKO

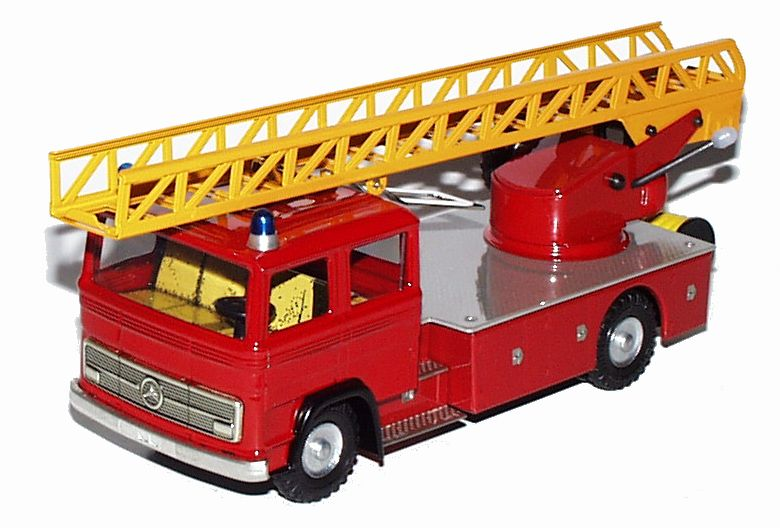
Mercedes-Benz mit Feuerwehr-Drehleiter – Ehem. CKO – Heute: KOVAP Replika mit Kellermann-Werkmaterial hergestellt

1910 gründete er seinen eigenen Betrieb, in dem er Blechspielzeug mit allerlei Trickfunktionen herstellte. Die ersten Serien waren einfaches bedrucktes Blechspielzeug, sogenannte Pennytoys (deutsch Groschenspielzeug). Kellermanns Produkte kamen meist als Werbeartikel in den Umlauf, wobei zunächst schlichte kleine Eisenbahnen, Feuerwehren und Ansteckfiguren hergestellt wurden. Das Unternehmen expandierte 1914 in größere Räumlichkeiten (Bauerngasse 33, Nürnberg). 1920 wurde das Firmenzeichen „CKO“ eingeführt, das von nun an alle Kellermann-Artikel tragen sollten. Neben den kleinen billigen Spielautos und Lokomotiven stellte Kellermann CKO bis Mitte der 1920er Jahre auch Trickfiguren wie den Billardspieler oder das Grüßmännchen (Herstellungsnummer 234) her. Für die Exportproduktion Kellermanns waren die Vereinigten Staaten und das Vereinigte Königreich die Hauptabnehmer. 1926 vergrößerte sich die Firma erneut und zog in die neue Produktionsstätte in der Nürnberger Hessestraße 5–7. Mitte der 1920er Jahre begann Kellermann auch mit der Fertigung von Bewegungsspielzeug mit Aufziehwerk oder Federwerk. Hierzu gehören der „kickende Torwart“ mit der Nr. 231 oder der „Radioansager“ mit der Nr. 266, aber auch Autos und militärisches Spielzeug wie der Panzer mit der Nr. 292 aus der zweiten Hälfte der 1920er Jahre. 1935 produzierte Firma die Dampflok mit der Nr. 333. Ab diesem Jahr fokussierte die Kellermann CKO bis 1939 auf die Produktion von Militärspielzeug, so bestanden die Herstellungsnummern dieser Zeit ab 338 bis etwa 360 vorwiegend aus Panzern, uniformierten Motorradfahrern, Kriegsflugzeugen oder Kriegsschiffen. Aus dieser Zeit stammt auch das Modell des KdF-Wagens.
Nach seinem Ingenieurstudium am Technikum Mittweida trat 1929 der Sohn Georg Kellermanns, Wilhelm „Willi“ Kellermann, als Verantwortlicher für Qualität in das Unternehmen ein. Nach dem Tod Georg Kellermanns 1931 übernahm Wilhelm  Kellermann den Vorsitz im Vorstand der Firma und wurde 1935, nach dem Tod des Kompagnons seines Vaters, alleiniger Inhaber der Firma, die bald über 100 Angestellte zählte. Der Firma vertrieb ihre Produkte bis 1939 hauptsächlich über Grossisten wie den Fürther Spielwarengroßhändler Moses Kohnstam (Moko) oder Warenhäuser wie Hertie oder Karstadt; jedoch fanden sich die Produkte auch auf Jahrmärkten oder an Kirmesbuden.
Während des Zweiten Weltkriegs musste Kellermann die Produktion von Blechspielzeug einstellen und stattdessen Rüstungsproduktion aufnehmen. In den ersten beiden Kriegsjahren lief die Blechspielzeugproduktion nebenher weiter, wurde aber ab 1942 eingestellt. Die Firmenanlagen wurden während der Kriegsjahre schwer beschädigt und die Restbestände an Blechspielzeug samt Herstellungsformen und Werkzeuge geplündert.
Im Nachkriegsdeutschland lief die Produktion schleppend wieder an. Die ersten in dieser Zeit produzierten Blechspielzeuge trugen die Bezeichnung „Made in U.S. Zone Germany“. Einige der Vorkriegsprodukte konnten noch bis in die Mitte der 1950er Jahre hergestellt werden, so unter anderem der „Traktor mit Anhänger“ (Nummer 365) oder das Flugzeug „Komet“ (Nummer 366) wie auch der KDF-Volkswagen. Bis zu dieser Zeit waren die Spielzeuge nahezu ausschließlich lithografiert, danach wurden die Produkte mit einer Lackierung überzogen.
Helmut Kellermann, der Sohn Wilhelm Kellermanns, trat 1958 in die Firma ein. Der Hersteller konzentrierte sich ab 1960 ausschließlich auf die Herstellung von Modellautomobilen. Seine mit Friktionsmotoren angetriebene Rollo-Serie (Maßstab 1:35) gehörte zu den prägenden Blechspielzeugen der Nachkriegsgeneration und trug wesentlich zur zweiten Hochphase von Kellermann CKO bei. Die Firma verpasste jedoch die rechtzeitige Umstellung auf Plastikspielzeug und hatte japanischen Konkurrenzherstellern auf den Markt letztendlich nichts entgegenzusetzen.
Ab den 1970er Jahren geriet die Firma in finanzielle Schwierigkeiten und firmierte 1978 in eine Kommanditgesellschaft um. Als Kellermann 1979 die Produktion einstellte, war die Firma neben Kienberger der letzte Hersteller von deutschen Blechspielzeugautos. Die Werkzeuge der allerletzten Baureihen wurden vom tschechischen Blechspielzeughersteller KOVAP übernommen, der die Produkte als CKO-Replika mit den original Formen und Werkzeugen weiter produziert. Vollständige Serien der Blechspielzeuge von Kellermann CKO sind im Spielzeugmuseum Nürnberg zu sehen.
Helmut Kellermann verstarb am 7. September 2020 in Nürnberg.